# Florentino Ameghino
Florentino Ameghino (nacido Giovanni Battista Fiorino Giuseppe Ameghino) (19 de septiembre de 1853, Moneglia, Provincia de Génova, actual Italia- 6 de agosto de 1911, La Plata, Argentina) fue un científico autodidacta, naturalista, climatólogo, paleontólogo, zoólogo, geólogo y antropólogo de la Generación del 80 de Argentina. Ameghino estructuró la teoría autoctonista sobre el origen del hombre americano, en contraposición a la hoy universalmente aceptada interpretación alóctona. 

## Biografía
Florentino Ameghino nació en Moneglia. En una carta escrita por él mismo, Ameghino afirma haber nacido el 19 de septiembre de 1853 en Moneglia, en la actual Italia, y llegado a Argentina a la edad de 18 meses, y se instaló en Luján, donde completó sus estudios. Sus padres nativos de Moneglia, se trasladaron a Argentina en 1854.
Sus primeros trabajos científicos los realizó en la cuenca del río Luján, en los partidos de Mercedes y Luján, entre 1869 y 1877, mientras trabajaba como docente en la ciudad de Mercedes. En 1878 se dirige a París a participar de la Exposición Universal y otros eventos científicos. Regresa de Europa en 1881. A partir de su regreso monta una librería en Buenos Aires y comenzó a entrenar a su hermano Carlos en el trabajo de campo. Fue profesor de zoología en la Universidad Nacional de Córdoba.
En 1886, Francisco P. Moreno lo nombró vicedirector y secretario del Museo de La Plata, asignándole la sección de Paleontología, que Ameghino enriqueció con su propia colección (que vendió al estado provincial). Pero fue poco el tiempo en que estos dos científicos trabajaron juntos.
Finalmente fue director del Museo Nacional de Buenos Aires. Su teoría era la coexistencia entre seres humanos y la megafauna extinta en la zona pampeana, incluyendo un posible origen del ser humano y posterior evolución en América. Como autodidacta, estudió los terrenos de la Pampa, coleccionando numerosos fósiles, en los que se basó para hacer numerosas investigaciones de geología y paleontología. También investigó el hombre cuaternario en el yacimiento arqueológico de Chelles.
Falleció en La Plata, a la edad de 57 años, el 6 de agosto de 1911, enfermo de diabetes y habiéndose resistido a una intervención quirúrgica. Tuvo exequias monumentales.

## La Guerra de los huesos
El Director del Museo de La Plata, Francisco Pascasio Moreno, contrató en 1886 a Florentino Ameghino como Secretario Subdirector del Museo de La Plata y a su hermano menor Carlos Ameghino como naturalista de campo y Ayudante Preparador de Paleontología. Hacia 1887, tras exitosas expediciones de Carlo al río Santa Cruz que Florentino convirtió en la publicación de 122 nuevas especies, las ya arruinadas relaciones con Moreno terminaron en la expulsión de los hermanos del Museo de La Plata y la prohibición de ingreso a la institución. En los años siguientes las colectas continuaron con distintos colaboradores por ambos lados pero, en general, las libretas de campo contenían anotaciones con datos de localidades falsas o alterados de modo de evitar que dieran información a un eventual integrante del equipo rival.

## Obra científica

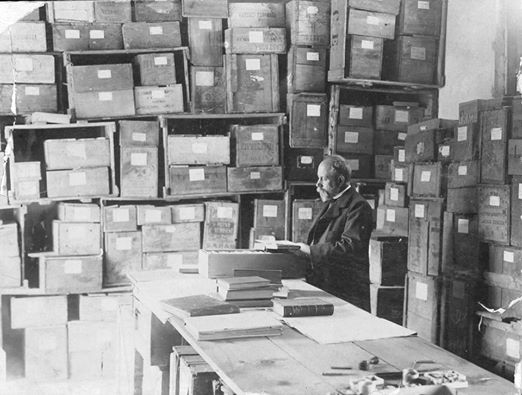
Florentino Ameghino en su depósito paleontológico.

Florentino Ameghino realizó una obra científica y literaria que se describe como monumental y que es un claro exponente cultural que llevó a cabo la Generación del Ochenta en Argentina.
La antigüedad del hombre en el Plata fue publicada en dos tomos en 1880 y 1881.y Los mamíferos fósiles en la América Meridional, que se tradujo más tarde al francés, fue publicadas en 1888
En 1884 editó Filogenia, una obra teórica en la que desarrolló su concepción evolucionista, de neto corte lamarckiano, y propició, con intuición precursora, la fundación de una taxonomía zoológica de fundamentos matemáticos.
Poco después tuvo Cátedra de Zoología de la Universidad de Córdoba. Fue integrado a la Academia Nacional de Ciencias con sede en dicha ciudad.
Un año después presentó en las Actas de la Academia Nacional de Ciencias su obra magna, compuesta por 102
8 páginas y un atlas: Contribución al conocimiento de los mamíferos fósiles de la República Argentina.
Esta inmensa obra de 1889 le valió la medalla de bronce en la Exposición Universal de París.
También aportó Filogenia, principios de clasificación transformista basados sobre leyes naturales y proporciones matemáticas, que lo ubicó entre las pocas figuras mundiales del enfoque paleontológico del evolucionismo en la biología. En palabras de su amigo Domingo Faustino Sarmiento, Ameghino era entonces,

... un paisano de Mercedes que aquí nadie conoce, pero que es admirado por los sabios del mundo entero.

A fines del siglo XIX cuando el sistema de lagunas Encadenadas comenzó a secarse, Ameghino y otros estudiosos de la época habían advertido sobre la necesidad de resolver el problema de las grandes sequías mediante un sistema de canalizaciones que permitiese retener en la región volúmenes de agua excedentes en los períodos ricos. Esto quedó plasmado en su libro Las secas y las inundaciones en la Provincia de Buenos Aires, contemplando la derivación de las aguas dulces excedentes hacia zonas bajas para crear reservorios (que servirían de recargadores del acuífero Puelche o reserva en épocas de sequía), la forestación de las orillas de cursos fluviales y de zonas afectadas por la erosión, la piscicultura intensiva en los embalses a crear, y la posibilidad de construcción de una red de canales navegables con esclusas de navegación para el transporte a bajo precio mediante gabarras de las producciones regionales.
Cerró esta etapa de su vida en 1906 con Formaciones sedimentarias del Cretáceo Superior y del Terciario de Patagonia, una obra de síntesis que no se limita a las descripciones, sino que planteó hipótesis sobre la evolución de los diversos mamíferos y analizó las distintas capas de la corteza terrestre y sus posibles edades.
Finalmente, entre 1907 y 1911, volvió Ameghino a su primitiva dedicación: el hombre fósil, las descripciones de los primeros habitantes, sus industrias y culturas.
Impresiona el volumen que alcanzaron sus publicaciones en los 56 años que vivió. En una recopilación, publicada como Obras Completas, se cuentan 24 volúmenes de entre 700 y 800 páginas cada uno, que contienen clasificaciones, estudios, comparaciones y descripciones de más de 9000 animales extintos, muchos de ellos descubiertos por él. Tan importante era este catálogo en relación con la cantidad total de mamíferos extinguidos conocidos en el mundo entero, que científicos de América y Europa viajaban a la Argentina a conocer la colección de Ameghino, escépticos y curiosos, para rendirse por fin, ante la evidencia de la verdad y el genio del naturalista.

### Humanos y coexistencia con la megafauna

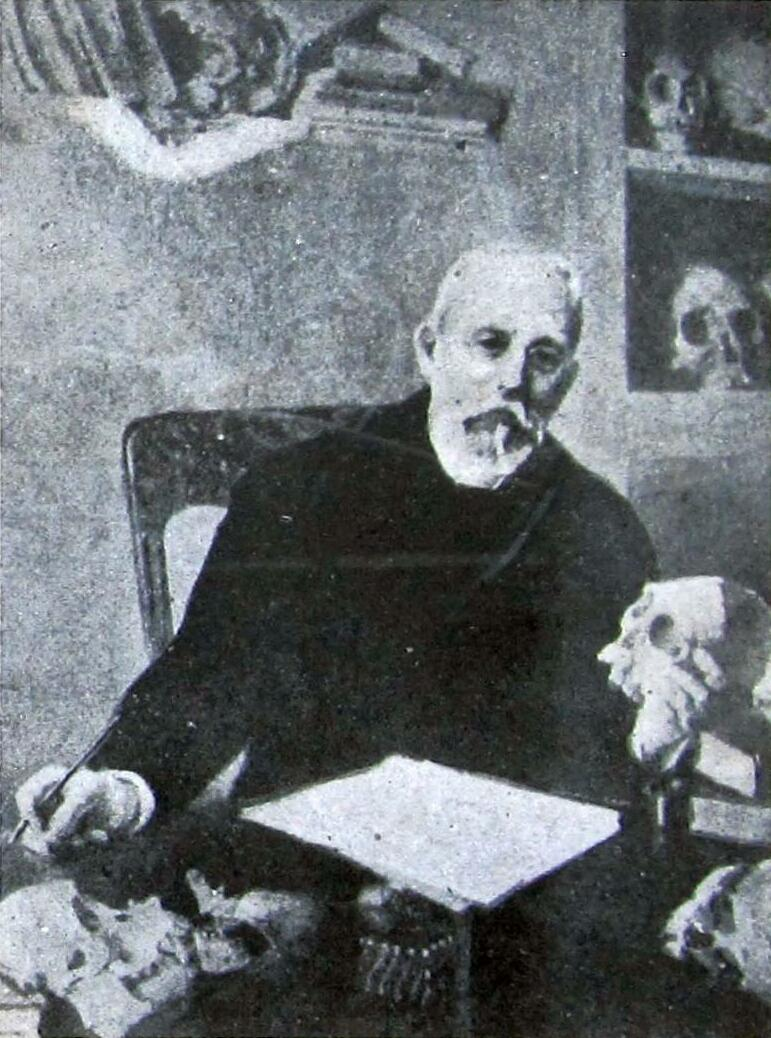
Fotografía de Florentino Ameghino en su escritorio.

Florentino Ameghino se basó en los hallazgos realizados en el noroeste de la provincia de Buenos Aires para desarrollar una teoría. En esta afirmaba la coexistencia entre seres humanos y la megafauna extinta en la zona pampeana, incluyendo un posible origen del ser humano y posterior evolución en América. La publicación de Ameghino fue centro de varias críticas, entre ellas las estimaciones cronológicas referidas a la antigüedad de los fósiles hallados y a las interpretaciones de los cráneos humanos. Lo que llevó a arqueólogos contemporáneos como Aleš Hrdlička y Bailey Willis, quienes atraídos por los hallazgos de Florentino, viajaron hacia el territorio argentino para corroborar lo que propuso Ameghino.

Desde diferentes vías, los científicos que estudiaron los hallazgos de Florentino, confluyeron que este estaba equivocado ya que los seres humanos no se habrían originado en las pampas, ni tampoco habían convivido con la megafauna, los cuales abundaban la llanura durante el Pleistoceno. De esta manera lo refleja Gustavo G. Politis:
Las causas del rápido abandono del modelo de Ameghino y de la aceptación mundial del propuesto por Hrdlička-Holmes-Willis fueron múltiples. En primer lugar, el éxito se basó en el carácter dudoso de muchos hallazgos claves y en algunas interpretaciones cronológicas exageradas de Ameghino. También operaron otros factores: cuando en 1912 se publicaron sus demoledores argumentos en el libro Early Man in South America, ya había pasado un año de la muerte de Ameghino y ninguno de sus seguidores contaba con la energía, la capacidad y el convencimiento de éste para defender sus ideas. (Politis, 2012, p.210)
Hoy sabemos que todos los restos hallados en América pertenecen al Homo sapiens, es decir, a seres humanos anatómicamente modernos. Esto indica claramente que no hubo un proceso de hominización en el territorio americano, y los restos óseos estudiados por Ameghino serían más recientes  que lo propuesto por él. Ahora bien, con respecto a la coexistencia entre humanos y megafauna en las pampas que fuera rechazado por los arqueólogos, hoy hay otra visión de esto. Ameghino no estaba equivocado en esta teoría, y Gustavo G. Politis hace referencia a ello:
Con respecto a la coexistencia de los primeros seres humanos de América con los grandes mamíferos extintos, Ameghino efectivamente estaba en lo cierto. A partir de la década de 1930, algunas investigaciones arqueológicas en el Cono Sur, como la de Junius Bird por ejemplo en la cueva Fell, arrojaron evidencias muy claras de la coexistencia de los cazadores recolectores americanos con los megamamíferos pleistocénicos. (Politis, 2012, p.212)

### Otras obras

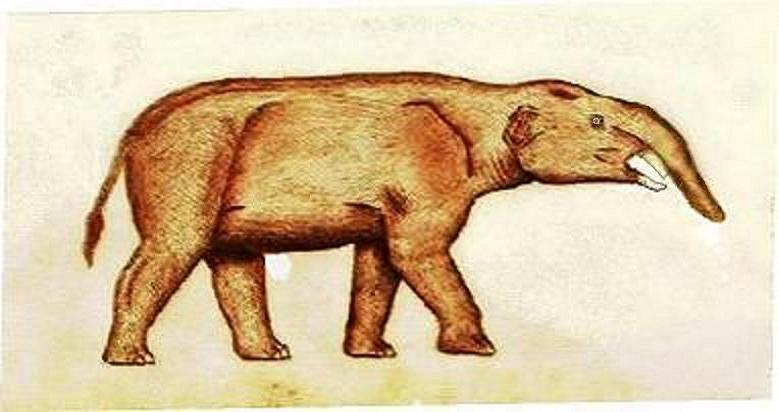
Pyrotherium romeroi o bestia del fuego. Mamífero de gran tamaño descubierto y clasificado por Florentino Ameghino. A pesar de su trompa no estaba relacionado con los elefantes,pertenecía a los xenungulata dentro de los meridiungulata.

- "La Antigüedad del Hombre en el Plata". París, 1880 (Reedición en 2 tomos de Editorial Intermundo, Buenos Aires, 1947)
- "Los monos fósiles de la República Argentina". 1891
- "Énumeration synoptique des espèces de mammifères fossiles des formations éocènes de Patagonie". 1894, en la que se registran 440 especies
- "Sur les oiseaux fossiles de la Patagonie". 1895
- "Las sequías e inundaciones en la provincia de Buenos Aires". en línea también
- "L'Âge des formations sédimentaires de Patagonie". 1900-1903
- "Línea filogenética de los proboscídeos". 1902
- "On the primitive type of the Plagiodont molars of Mammalia". 1902
- "Los Diprotodontes del orden de los plagiaulacoides y el origen de los roedores y de los Polimastodontes". 1903
- "Recherches de morphologie phylogénétique sur les molaires supérieures des ongulés". 1904

## Homenajes

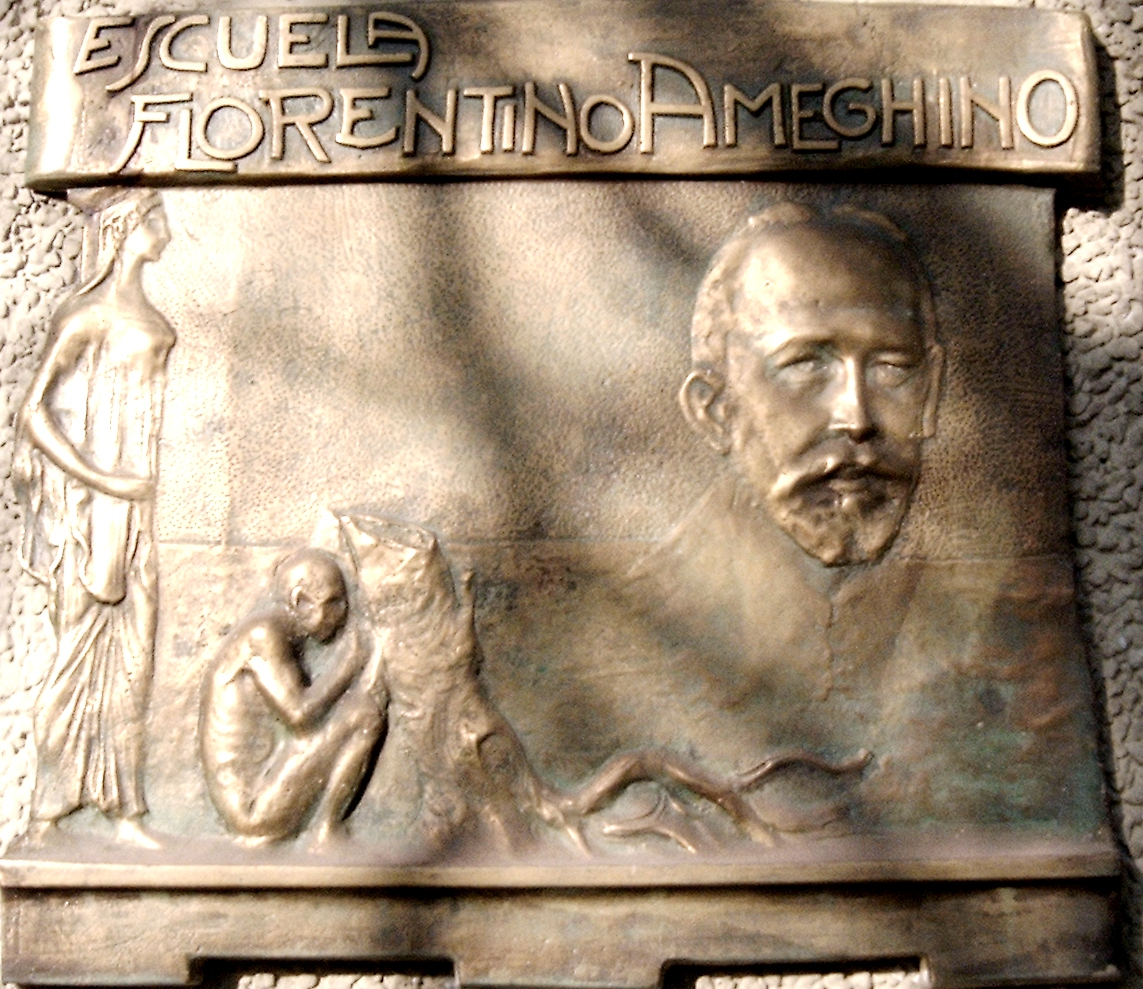
Homenaje en la Escuela homónima de Rosario; obra del escultor Èrminio Blotta.

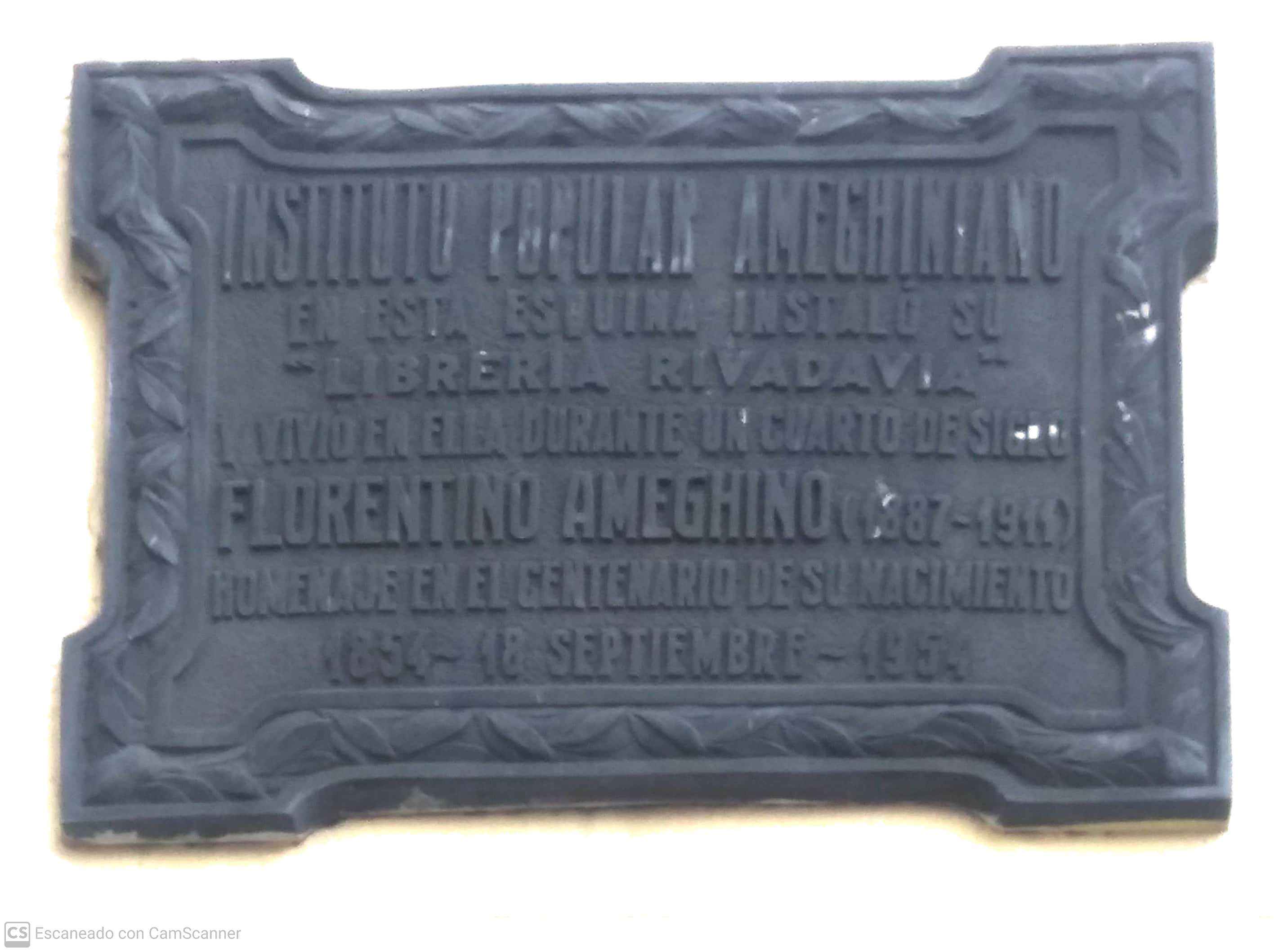
Placa conmemorativa del lugar donde Florentino Ameghino tuvo su librería en avenida 60 y calle 11 en La Plata, Argentina.

Existen diferentes homenajes a Florentino Ameghino en la República Argentina, en otros países y hasta en la Luna: cráter lunar Ameghino.

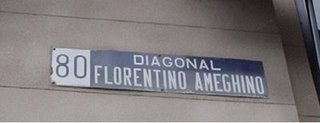
Imposición del nombre Florentino Ameghino a la Diagonal 80 en La Plata. Argentina.

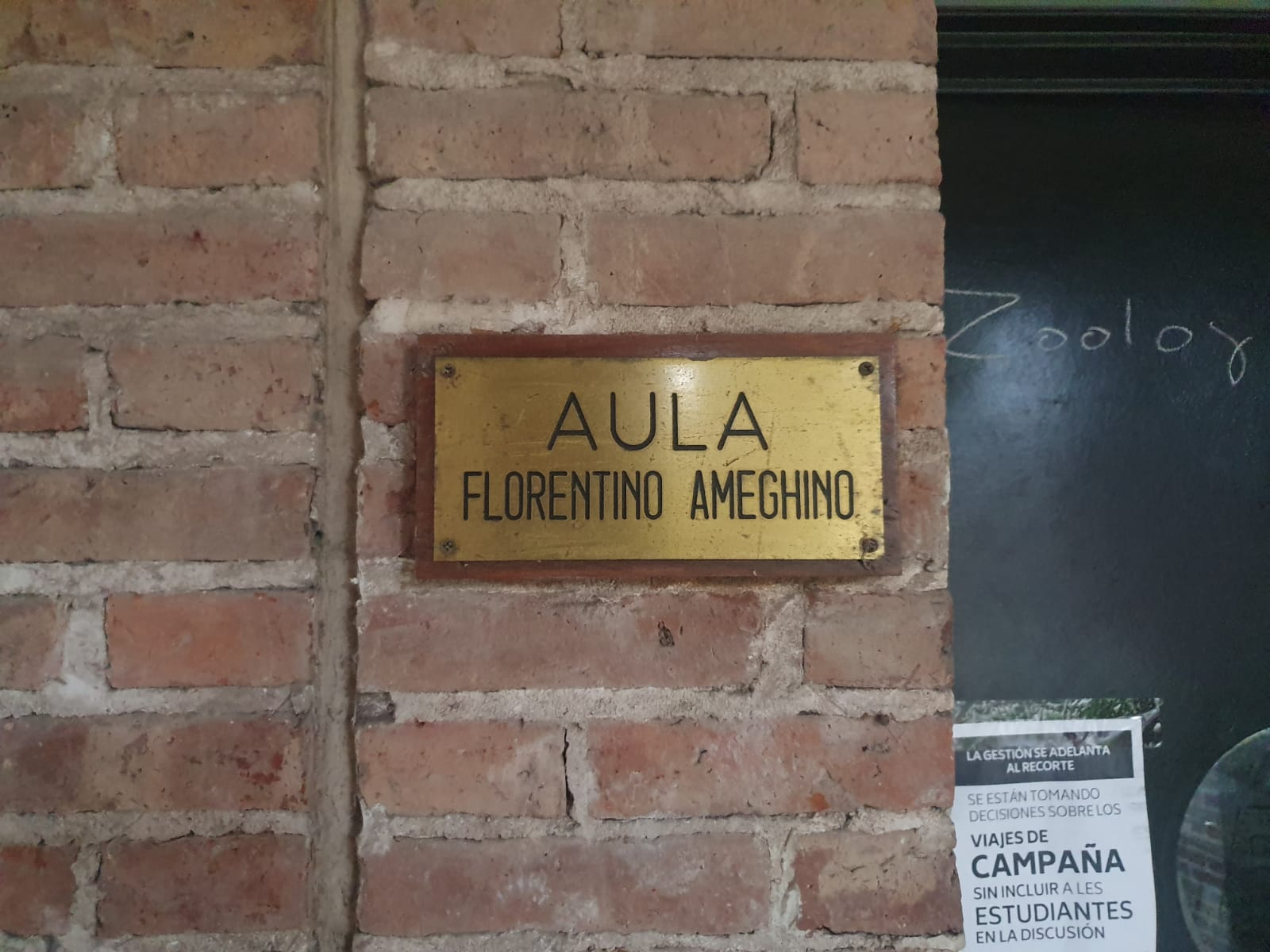
Placa homenaje a Florentino Ameghino en el aula homónima de la FCNyM, La Plata, Argentina

En 1917, en la ciudad de La Plata, Argentina, la Avenida Diagonal 80, hasta entonces llamada Avenida Ferrocarril, mediante la Ordenanza Municipal N° 3 de fecha 25 de enero de 1917, pasó a llamarse «Florentino Ameghino».
El mausoleo de Florentino Ameghino, ubicado en el Cementerio de La Plata, ha sido declarado Monumento Histórico Nacional.
Varias localidades argentinas llevan el nombre de Florentino Ameghino, así como diversos establecimientos educacionales en todo el país, bibliotecas y museos, plazas, escuelas, y parques en distintas localidades.
Así, le rinden homenaje:

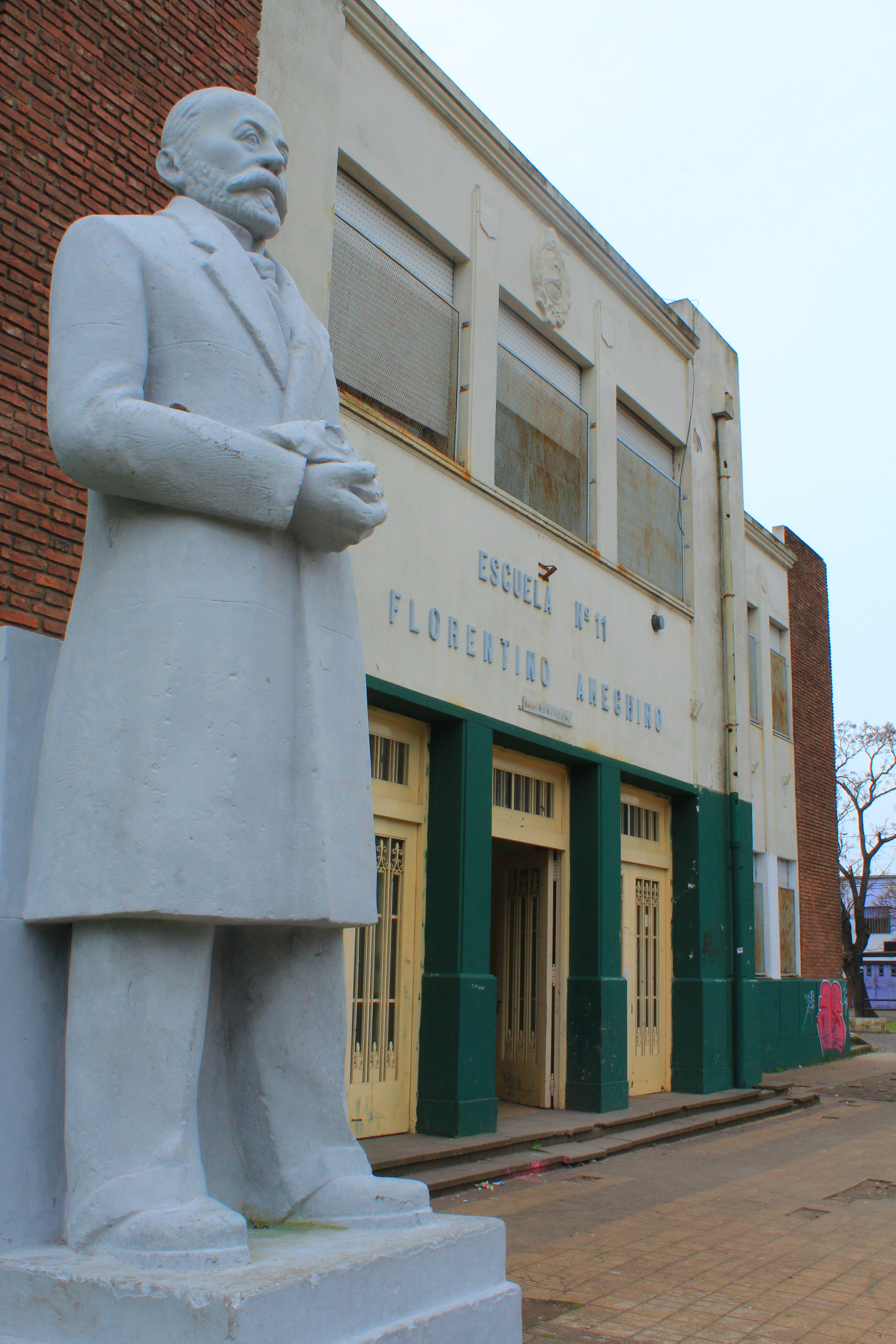
Estatua de Florentino Ameghino en la Escuela que lleva su nombre, en La Plata.

- Parque Florentino Ameghino, sito en la Ciudad Autónoma de Buenos Aires
- Departamento Florentino Ameghino, división administrativa de la provincia de Chubut.
- Partido de Florentino Ameghino, división administrativa de la provincia de Buenos Aires.
- Florentino Ameghino, ciudad de la provincia de Buenos Aires.
- Florentino Ameghino, localidad de la provincia de Misiones.
- Dique Florentino Ameghino, espejo de agua artificial en la provincia del Chubut.
- Villa Dique Florentino Ameghino, localidad de la provincia del Chubut.
- Florentino Ameghino, localidad de la provincia del Chubut.
- Bosque Petrificado Florentino Ameghino.
- Colegio Nacional Florentino Ameghino, ubicado en la Ciudad de Mercedes, en la provincia de Buenos Aires.
- Canal Florentino Ameghino construido en 1979 para controlar inundaciones en la provincia de Buenos Aires. Posee una longitud de 92 km, 30 m de ancho y 2,5 m de profundidad.
- Vivero municipal de la ciudad de Miramar tiene el nombre de «Vivero Dunícola Florentino Ameghino».
- Club de la ciudad de Necochea, entre otros.

En honor a ambos hermanos se nombró un mineral argentino, la ameghinita.
El paleontólogo estadounidense George Gaylord Simpson, durante su estadía en la sección Paleontología del MACN entre mayo a octubre de 1931 oyó parte del homenaje del 6 de agosto de 1931, a 20 años de su muerte, y escuchó, que se cantaba un himno de homenaje a Ameghino.[cita requerida]
En la ciudad de Luján existe el Museo Municipal Casa de Florentino Ameghino Llegados de Italia el 8 de febrero del año 1854, Antonio Ameghino y María Dina Armanini se establecen en Luján, donde ya vivían Juan y Francisco, hermanos de don Antonio que habían llegado hacia 1839 y 1850 y adquieren para esa época un terreno ubicado sobre calle Las Heras, comenzando de esta manera con la construcción e historia de la casa donde vivieron y se educaron sus hijos Florentino, Juan y Carlos Ameghino, figuras emblemáticas e insuperables de la Ciencia Argentina.
La casa es un ejemplo típico y sencillo de la arquitectura doméstica bonaerense de la segunda mitad del siglo XIX. La caja muraria está compuesta por ladrillos cuyas medidas se acercan a 35x16x4 cm. asentados en barro. La fachada principal se compone de cuatro pilares superiores de mampostería que dan cierto ritmo, molduras ladrilleras en su cornisamiento, dos puerta laterales y dos ventanas centrales terminadas en arco con sus dos rejas de hierro forjado.
Acompañan arquitectónicamente un vistoso aljibe en el centro del jardín y un antiguo cerco con sus rejas, sobre la línea municipal.
El interior presenta locales destinados a exposiciones históricas y culturales, donde no faltan restos fósiles hallados en las barrancas del legendario río Luján, cuna de la paleontología americana. En estos espacios interiores se observan restos de revoques sobre la base de adobe.
Sobre el lateral principal encontramos mampostería original a la vista y paralelamente un hermoso muestrario de plantas y flores.
El contrafrente presenta una ventana y tres puertas de madera con salida a un patio custodiado de un lado por una pared con placas recordatorias y del otro, por una vistosa medianera de antiguos ladrillos.
En el fondo, varios árboles, flores y aves acompañan el panorama naturalista digno de nuestros sabios haciendo la delicia ocular de los numerosos colegios, investigadores y turistas que visitan la Casa Ameghino durante todo el año.
Facebook Oficial Museo Municipal Casa Ameghino.

### Televisión
En 2020 se estrenó el documental ficcionado El Loco de los Huesos en el Canal Encuentro sobre la vida de Ameghino.

### Epónimos
En honor a Florentino Ameghino se nombraron unas 110 especies, entre ellas:
- Amanita ameghinoi (Speg.) Singer, para 1888 se desconocían sus propiedades tóxicas, y el mismo Ameghino lo consumió con graves cólicos.[14]
- (Aizoaceae) Tetragonia ameghinoi Speg.[15]
- (Asteraceae) Notopappus ameghinoi (Speg.) Klingenb. 2007
- (Brassicaceae) Mostacillastrum ameghinoi O.E.Schulz 1924
- (Calyceraceae) Moschopsis ameghinoi (Speg.) Dusén ex Macloskie 1915
- (Braconidae) Digonogastra ameghinoi (Brethes 1913)[16]
- (Poaceae) Calamagrostis ameghinoi Hauman 1917
- (Poaceae) Jarava ameghinoi (Speg.) Peñail. 2002
- (Polygonaceae) Sanmartinia ameghinoi (Speg.) Buchinger 1950
- (Solanaceae) Nicotiana ameghinoi A.St.-Hil. 1902
- (Solanaceae) Jaborosa ameghinoi (Speg.) Macloskie & Dusén[17]
- (Zygophyllaceae) Covillea ameghinoi Briq. 1925[18]
- (Zygophyllaceae) Larrea ameghinoi Speg.[19]

### Asociación Paleontológica Argentina
La Asociación Paleontológica Argentina crea en 1957 la revista científica Ameghiniana, llamada así en honor a Florentino Ameghino y desde 1974 entrega el Premio Florentino Ameghino a investigadores de menos de 35 años que hayan publicado un trabajo excepcional en alguna de las publicaciones de la asociación.

## Abreviatura (zoología)
La abreviatura Ameghino  se emplea para indicar a Florentino Ameghino como autoridad en la descripción y taxonomía en zoología.